# Okada Mokichi
Okada Mokichi (japanisch 岡田 茂吉; geboren 23. Dezember 1882 in Tokio; gestorben 10. Februar 1955) war ein japanischer Religionsgründer und Kunstsammler.

## Leben und Wirken
Okada Mokichi wurde als zweiter Sohn eines Antiquitätenhändlers geboren. Er interessierte sich von klein auf für Kunst, übernahm das Geschäft des Vaters und führte es erfolgreich weiter. Er verlor jedoch Frau und Kind, geriet auch in wirtschaftliche Schwierigkeiten, was dazu führte, dass er sich der Ōmoto-Glaubensgemeinschaft anschloss und dort aktives Mitglied wurde. Er ging dann eigene Wege und gründete am 1. Januar 1935 eine eigene Organisation, die „Dainihon Kannon-kai“ (大日本観音会), „Kannon-Gesellschaft Großjapans“. Die Organisation durchlief viele Namensänderungen, bis sie schließlich „Sekai Kyūsei-kyō“ (世界救世教), „Glaubensgemeinschaft zur Rettung der Welt“ genannt wurde. Die Anhänger Okadas glaubten, dass er über heilende Kräfte verfügte.
Okada selbst erklärte, der Gott der Schöpfung habe ihn 1926 als Messias eingesetzt, mit der Aufgabe, durch Ausmerzung des menschlichen Leidens ein Paradies auf Erden zu schaffen. Er führte „Jorei“ (浄霊) ein, um die „Trübung der Seele“ zu beseitigen.
Um eine neue Zivilisation zu schaffen, schrieb Okada nicht nur über Religion, sondern auch über die Bereiche Bildung, Medizin, Kunst, Landwirtschaft usw. und setzte sich für „Regeln einer natürlichen Landwirtschaft“  (自然農法, Shizen nōhō) ein. Diese Regeln sollen die natürliche Kraft des Bodens stärken und saubere Pflanzen ohne Verwendung von Pestiziden oder chemischen Düngemitteln produzieren.
Okada war zudem der Meinung, dass hervorragende Kunst die Seele des Menschen befrieden könne. Er führte daher seine Kunst-Sammlung 1952 in eine Stiftung über, die sie der Öffentlichkeit zugänglich machte. Heute ist sie im MOA-Kunstmuseum in Atami zu besichtigen.